# Graphomya uniseta
Graphomya uniseta är en tvåvingeart som beskrevs av Fritz Isidore van Emden 1939. Graphomya uniseta ingår i släktet Graphomya och familjen husflugor.
Artens utbredningsområde är Uganda. Inga underarter finns listade i Catalogue of Life.